# 张思忠 (元朝)
张思忠（1237年—1275年），字立言，大兴永清县（今河北省永清县）人，元朝将领。

## 生平
张思忠从父于军中。加冠后，嗣父职为镇抚。至元五年，元朝分诸道兵取襄、樊，张思忠建议在淯河口筑堡，以阻断宋朝转输之路。元朝任命张思忠充唐州新野等处提举粮漕。参与攻打樊城，先登，中流矢。授都镇抚，职掌上承主帅方略，指授诸将，处理训练、调遣、巡逻之事。大小四十余营，每派遣翼镇抚一员，全都听将令于都镇抚。至元十年春，襄阳降。次年，丞相伯颜等水陆并进，到达郢州，与宋军相持。张思忠将船拖入江北港通湖中，复入长江，无所阻碍，于是绕过郢州进兵。以功授宣武将军，丁家洲之战击败贾似道，入建康。丞相阿朮分兵至瓜步，捣扬州，以张思忠为首选。伯颜舍不得派他，奏请权充万户。命未下达，张思忠去世，年三十九岁。

## 家族
父亲张全。
子四人，张用道嗣职为千户。